# Епархия Кимбе
 Епархия Кимбе (лат. Dioecesis Kimbensis) — епархия Римско-католической церкви c центром в городе Кимбе, Папуа – Новая Гвинея. Епархия Кимбе входит в митрополию Рабаула. Кафедральным собором епархии Кимбе является собор Пресвятой Девы Марии.

## История
4 июля 2003 года Римский папа Иоанн Павел II выпустил буллу Cum ad provehendam, которой учредил епархия Кимбе, выделив её из архиепархии Рабаула.

## Ординарии епархии
- епископ Alphonse Liguori Chaupa (4.07.2003 — 19.01.2008);
- епископ William Fey (8.06.2010 — 18.10.2019);
- епископ John Bosco Auram (18.10.2019 — настоящее время).

## Источник
- Annuario Pontificio, Ватикан, 2007
- Булла Cum ad provehendam (лат.)